# 高田機工
高田機工株式会社（たかだきこう、英: TAKADAKIKO (Steel Construction) CO.,LTD.）は、本社を大阪府大阪市浪速区に置く橋梁メーカー。

## 事業所
- 本社：大阪市浪速区難波中2-10-70（パークスタワー6階）
- 東京本社：東京都中央区日本橋大伝馬町3-2（Daiwa小伝馬町ビル）
- 和歌山工場・技術研究所：和歌山県海南市下津町方1375-1

## 沿革
- 1921年（大正10年）6月 - 高田三次郎が個人営業で土木用機械・工具の販売(大阪市北区中之島7丁目)及び鉄骨橋梁の製作(大阪市港区福町2丁目)を開始する。
- 1924年（大正13年）5月 - 法人組織に改組、商号を合名会社高田兄弟商会とする。
- 1932年（昭和7年）3月 - 製造部門を分離、大阪市港区福町2丁目に株式会社高田鉄骨橋梁製作所を設立。
- 1935年（昭和10年）11月 - 合名会社高田兄弟商会と株式会社高田鉄骨橋梁製作所を合併、商号を高田商事株式会社とし、本社を大阪市北区中之島6丁目に設置。
- 1938年（昭和13年）5月 - 大阪市西成区津守町西6丁目に工場を移転(津守工場)、生産の拡充をはかる。
- 1939年（昭和14年）10月 - 商号を高田機工株式会社に変更。
- 1942年（昭和17年）6月 - 陸軍当局の要請により上陸用舟艇の製造を行い、後に陸・海軍の管理工場の指定を受ける。
- 1944年（昭和19年）
  - 10月 - 本社を大阪市西成区津守町西6丁目に移転。
  - 10月 - 東京出張所(現　東京本社)を開設。
- 1949年（昭和24年）4月 - 企業再建整備法に基づく整備計画認可。
- 1962年（昭和37年）6月 - 大阪証券取引所市場第二部に株式上場。
- 1964年（昭和39年）3月 - 岸和田工場一期工事完成、操業開始。
- 1974年（昭和49年）12月 - 本社を大阪市浪速区敷津町2丁目(松川ビル)に移転。
- 1993年（平成5年）
  - 3月 - 和歌山工場を新設
  - 4月 - 岸和田工場から和歌山工場へ全面移転
  - 9月 - 大阪証券取引所市場第一部に指定。
  - 12月 - 東京証券取引所市場第一部に株式上場。
- 1996年（平成8年）10月 - 高田エンジニアリング株式会社を設立。
- 1997年（平成9年）
  - 2月 - ISO9001認証取得。(JQA-1579)
  - 4月 - 技術研究所を設立
  - 4月 - 東京支店を改称し、東京本社を開設。
- 2003年（平成15年）10月 - 本社を大阪市浪速区難波中2丁目(パークスタワー)に移転。
- 2009年（平成21年）3月 - 高田エンジニアリング株式会社を解散。
- 2017年（平成29年）7月 - 東京証券取引所市場第一部上場基準である2,000人以上の株主数を満たさなかったため、東京証券取引所市場第二部への指定替え猶予期間に入る[3]。
- 2018年（平成30年）3月 - 株主数が2,000人以上になったことから、東京証券取引所市場第二部への指定替え猶予期間を解除[4]。
- 2022年（令和4年）4月 - 東京証券取引所の市場区分の見直しにより、東京証券取引所の市場第1部からスタンダード市場に移行。